# Embrião

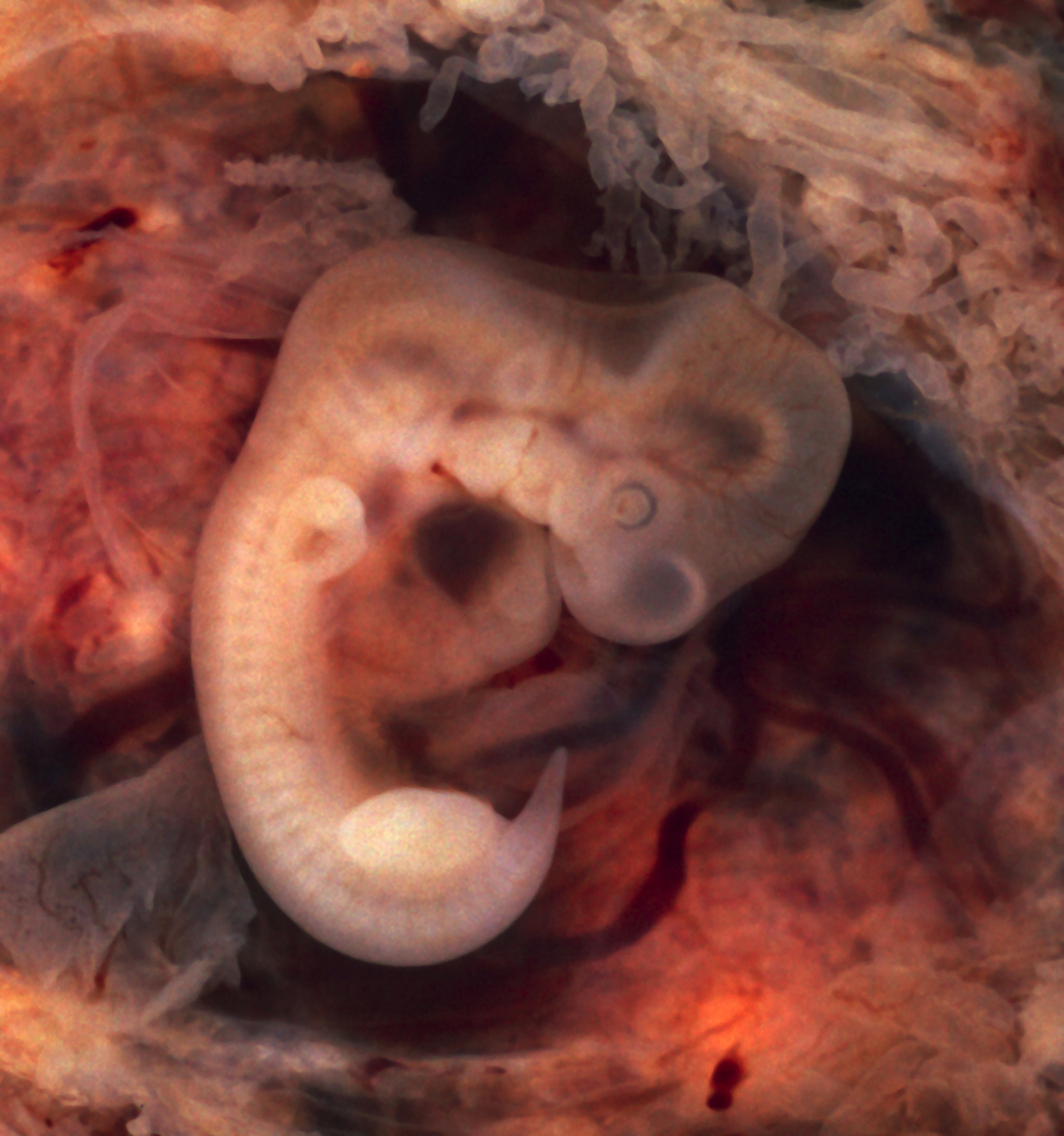
Embrião humano de 10mm na quinta semana de gestação.

Embrião de galinha

O embrião (/ˈɛmbrião/ EM-bri-ão) corresponde ao estágio inicial do desenvolvimento de um organismo. Nas plantas, é uma parte da semente; nos animais, é o produto das primeiras modificações do óvulo fecundado, que vai dar origem a um novo indivíduo.
O embrião corresponde  ao germe fecundado nos animais e ao germe  (ou gérmen) da planta, estrutura embrionária contida na semente ou na raiz.
Um embrião é o estádio inicial de desenvolvimento dum organismo multicelular. Em organismos que se reproduzem sexualmente, o desenvolvimento embrionário é a parte do ciclo de vida que começa logo após a fertilização do óvulo feminino pelo espermatozóide masculino. A fusão resultante destas duas células produz um zigoto unicelular que passa por muitas divisões celulares que produzem células conhecidas como blastómeros. Os blastómeros (estádio de 4 células) estão organizados como uma bola sólida que, ao atingir um determinado tamanho, denominado mórula, (estádio de 16 células), absorve fluido para criar uma cavidade denominada blastocele. A estrutura é então designada por blástula, ou blastocisto em mamíferos.
O blastocisto mamífero eclode antes de se implantarção no revestimento endometrial do útero. Uma vez implantado, o embrião continuará o seu desenvolvimento durante as fases seguintes de gastrulação, neurulação e organogénese. A gastrulação é a formação das três camadas germinativas que vão formar todas as diferentes partes do corpo. A neurulação forma o sistema nervoso, e a organogénese é o desenvolvimento de todos os vários tecidos e órgãos do corpo.
Um humano recentemente desenvolvido é normalmente designado por embrião até à nona semana após a conceção, altura em que passa então a ser designado por feto. Noutros organismos multicelulares, o termo "embrião" pode ser utilizado de forma mais ampla para qualquer fase inicial do desenvolvimento ou do ciclo de vida anterior ao nascimento ou à eclosão.

## Embrião animal não humano

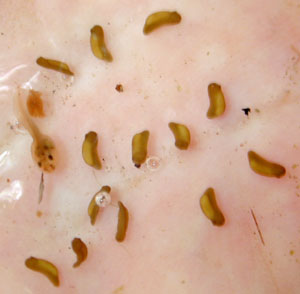
Embriões (e um girino) da rã enrugada (Rana rugosa)

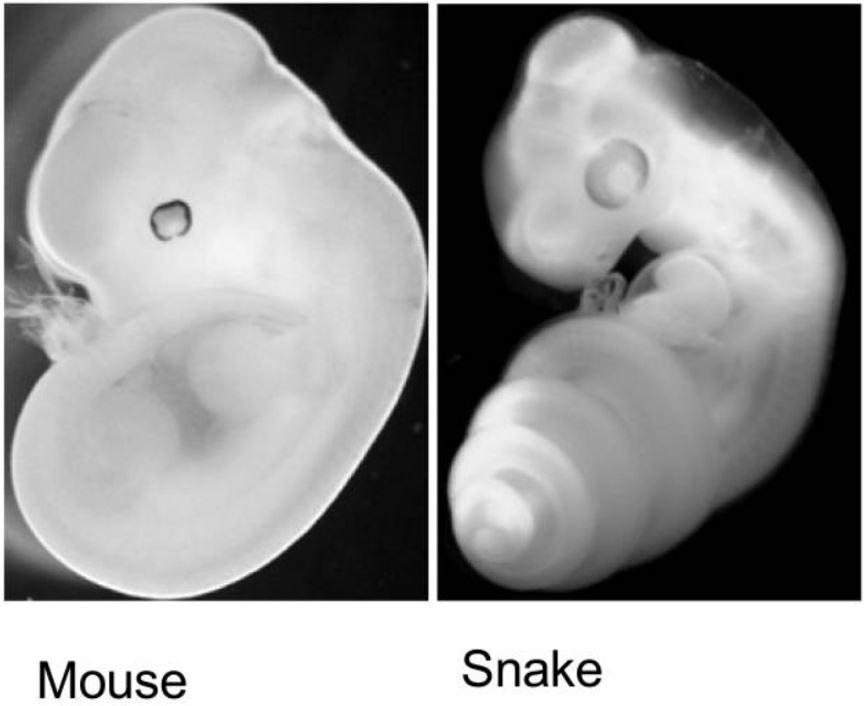
Embriões de rato e cobra

O principal produto da fecundação é o zigoto, que inicia a divisão por mitose até dar origem ao embrião, formando todos os tecidos presentes nos animais. Nos animais, a fecundação dá início ao processo de desenvolvimento embrionário com a criação de um zigoto, uma única célula resultante da fusão de gâmetas (por exemplo, óvulo e espermatozoide). O desenvolvimento de um zigoto num embrião multicelular prossegue através de uma série de estágios reconhecíveis, frequentemente divididos por clivagem, blástula, gastrulação e organogénese. A clivagem é o período de rápidas divisões celulares mitóticas que ocorrem após a fertilização. Durante a clivagem, o tamanho geral do embrião não muda, mas o tamanho das células individuais diminui rapidamente à medida que se dividem para aumentar o número total de células. No final da fase de clivagem, ocorre a formação de uma blástula. A forma, o tempo de desenvolvimento e as peculiaridades do desenvolvimento embrionário são extremamente variadas, dependendo muito do tipo de animal e em que nível do filo pertencem. De modo geral, pode-se dizer que o embrião se desenvolve em ambientes com água, podendo esse desenvolvimento acontecer em uma espécie de pacote embrionário externo (ovo) ou interno (bolsa amniótica).
Nos animais, a fecundação inicia o processo de desenvolvimento embrionário com a criação de um zigoto, uma única célula resultante da fusão de gâmetas (por exemplo, óvulo e espermatozóide). O desenvolvimento de um zigoto num embrião multicelular ocorre através de uma série de fases reconhecíveis, geralmente divididas em clivagem, blástula, gastrulação e organogénese.
Dependendo da espécie, um embrião na fase de blástula ou blastocisto pode aparecer como uma bola de células em cima da gema, ou como uma esfera oca de células em torno de uma cavidade média. As células do embrião continuam a dividir-se e a aumentar em número, enquanto as moléculas dentro das células, como os ARN e as proteínas, promovem ativamente processos-chave de desenvolvimento, como a expressão genética, a especificação do destino celular e a polaridade. Antes da implantação na parede uterina, o embrião é por vezes conhecido como embrião pré-implantação ou conceito pré-implantação. Por vezes, este é chamado de pré-embrião, um termo empregado para diferenciar de um embrião propriamente dito em relação aos discursos sobre as células estaminais embrionárias.
A gastrulação é a fase seguinte do desenvolvimento embrionário e envolve o desenvolvimento de duas ou mais camadas de células (camadas germinativas). Os animais que formam duas camadas (como os Cnidários) são designados por diploblásticos, e os que formam três (a maioria dos outros animais, desde os platelmintos até aos humanos) são designados por triploblásticos. Durante a gastrulação dos animais triploblásticos, as três camadas germinativas que se formam designam-se por ectoderme, mesoderme e endoderme. Todos os tecidos e órgãos de um animal adulto podem ter a sua origem numa destas camadas. Por exemplo, o ectoderme dará origem à epiderme da pele e ao sistema nervoso, o mesoderma dará origem ao sistema vascular, aos músculos, aos ossos e aos tecidos conjuntivos, e o endoderma dará origem aos órgãos do sistema digestivo e epitélio do sistema digestivo e do sistema respiratório. Muitas alterações visíveis na estrutura embrionária acontecem durante a gastrulação, à medida que as células que compõem as diferentes camadas germinativas migram e fazem com que o embrião, outrora redondo, se dobre ou invagine assumindo um aspeto semelhante a um copo.
Após a gastrulação, o embrião continua a desenvolver-se num organismo multicelular maduro, formando estruturas necessárias para a vida fora do útero ou do óvulo. Como o nome sugere, a organogénese é a fase do desenvolvimento embrionário em que os órgãos se formam. Durante a organogénese, as interações moleculares e celulares estimulam certas populações de células das diferentes camadas germinativas a diferenciarem-se em tipos de células específicas de órgãos. Por exemplo, na neurogénese, uma subpopulação de células do ectoderma segrega-se de outras células e especializa-se ainda mais para se tornar o cérebro, a medula espinal ou os nervos periféricos.
O período embrionário varia de espécie para espécie. No desenvolvimento humano, o termo feto é utilizado em vez de embrião após a nona semana após a conceção, enquanto que no peixe-zebra, quando um osso chamado cleitro se torna visível considera-se o desenvolvimento embrionário completo. Nos animais que nascem de um ovo, como as aves, um animal jovem normalmente já não é chamado de embrião depois de eclodir. Nos animais vivíparos (animais cujos descendentes passam pelo menos algum tempo a desenvolver-se dentro do corpo dos progenitores), a descendência é normalmente designada por embrião enquanto está dentro do progenitor, e já não é considerada um embrião após o nascimento ou a saída do progenitor. No entanto, a extensão do desenvolvimento e crescimento alcançados dentro de um ovo ou de um progenitor varia significativamente de espécie para espécie, tanto que os processos que ocorrem após a eclosão ou nascimento numa espécie, noutra podem ocorrer muito antes. Assim sendo, de acordo com um manual, é comum os cientistas interpretarem o âmbito da embriologia de forma ampla, como o estudo do desenvolvimento dos animais.

## Embrião humano
Corresponde às primeiras modificações do óvulo fecundado (que vai dar origem a um novo indivíduo). Essa fase de diferenciação orgânica ocorre entre a segunda  e a sétima semana depois da fecundação, etapa conhecida como período embrionário.
O embrião origina-se do embrioblasto, estrutura multicelular que, em conjunto com o trofoblasto e a blastocele, constitui o blastocisto recém-implantado no endométrio. O período embrionário termina na 8ª semana depois da fecundação, quando o embrião passa a ser denominado feto.